# Proyección cilíndrica equivalente

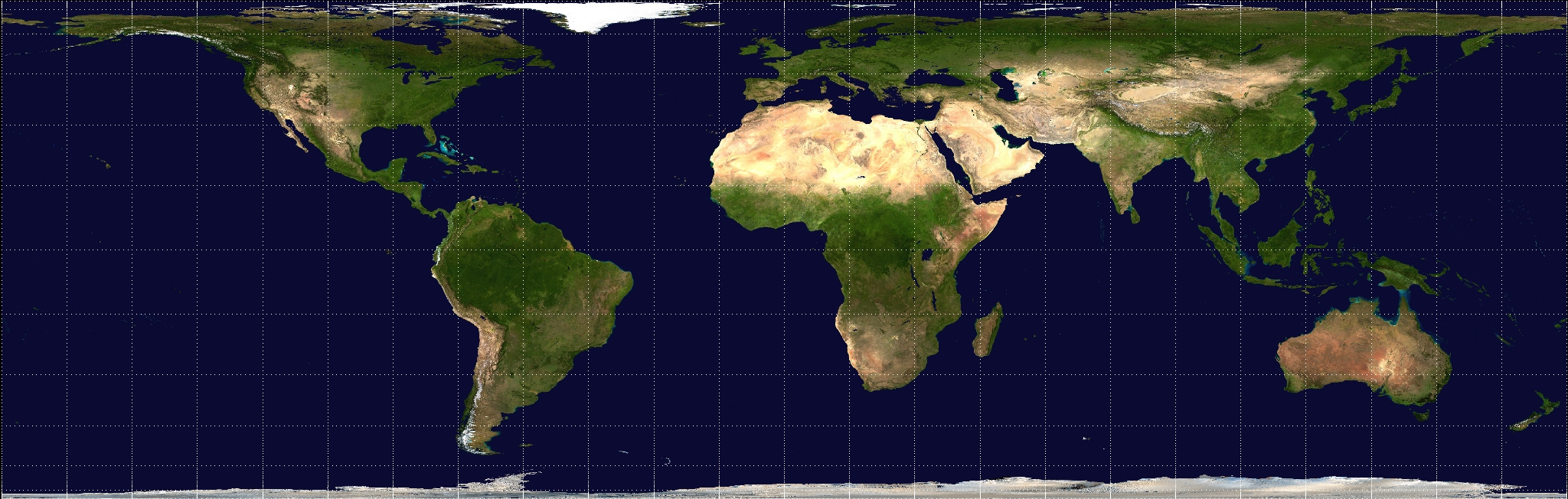
Mapa de la Tierra según una proyección cilíndrica equivalente con el ecuador como paralelo central.

En cartografía, la  proyección cilíndrica equivalente  o  proyección cilíndrica ortográfica  o  proyección cilíndrica homologràfica de Lambert  es una proyección cartográfica cilíndrica equivalente (preserva las proporciones de las áreas) pero no es conforme (distorsiona las formas y los ángulos). 
Como proyección cilíndrica, se construye proyectando sobre el plano cada punto de la esfera horizontalmente sobre el cilindro tangente al ecuador de la esfera, como rayos de luz paralelos al Ecuador saliendo de la eje de la esfera. Los meridianos pasan de ser como "gajos" a ser paralelos, aumentando su área a medida que se acerca a los polos.
En esta proyección en particular, para remendar las distorsiones que conlleva la proyección cilíndrica, todos los meridianos y paralelos los paralelos aparecen separados por distancias decrecientes alejándose del Ecuador, con el fin de corregir el error de área mientras se acerca a los polos, de manera muy similar a la Proyección de Peters, pero con menos deformaciones en las zonas ecuatoriales. 
Suponiendo una escala en Ecuador  escala  y un meridiano central de longitud  long , estas son las ecuaciones para un mapa de aspecto ecuatorial para obtener las coordenadas cartesianas  x, y  en el plan para el puesto con longitud  long  y latitud  do : 
```
 x = escala * (long - long0) 
 y = escala * sen (debian) 
```

## Nota
- Datos: Q2425926
- Multimedia: Lambert cylindrical equal-area projection / Q2425926